# Les Fous de la pub
Pour plus de détails, voir Fiche technique et Distribution.
Les Fous de la pub (Crazy People) est un film américain réalisé par Tony Bill, sorti en 1990.

## Synopsis
Un publicitaire excentrique décide dorénavant de dire la vérité dans les slogans de ses pubs. Ceci n'est pas du goût de son patron qui l'envoie faire une cure de repos dans un centre pour personnes mentalement déficientes. Seulement ses accroches publicitaires cartonnent dans tout le pays et le voilà maintenant épaulé de ses compagnons de thérapie comme coauteurs.

## Fiche technique
- Titre français : Les Fous de la pub
- Titre original : Crazy People
- Réalisation : Tony Bill
- Scénario : Mitch Markowitz
- Musique : Cliff Eidelman
- Photographie : Victor J. Kemper
- Montage : Mia Goldman
- Producteur : Thomas Barad, Broderick Miller, Christine A. Sacani
- Société de production et de distribution : Paramount Pictures
- Pays de production :  États-Unis
- Langue : Anglais
- Format : Couleur - Dolby Digital - DTS - 35 mm - 1.85:1
- Genre : Comédie noire
- Durée : 90 min
- Public : Tous

## Distribution
- Dudley Moore  (VF : Jacques Ferrière)  : Emory Leeson
- Daryl Hannah  (VF : Claire Guyot)  : Kathy Burgess
- Paul Reiser  (VF : Emmanuel Jacomy)  : Stephen Bachman
- J. T. Walsh  (VF : Guy Chapellier)  : Charles Drucker
- Bill Smitrovich  (VF : Jacques Frantz)  : Bruce
- Alan North  (VF : Pierre Baton)  : Juge
- David Paymer  (VF : Marc François)  : George
- Paul Bates  (VF : Jacques Richard)  : Manuel Robles
- Danton Stone  (VF : Jean-Pierre Leroux)  : Saabs
- Dick Cusack  (VF : Pierre Trabaud)  : Mort
- Doug Yasuda : Hsu
- Mercedes Ruehl  (VF : Michèle Bardollet)  : Dr. Liz Baylor
- Ben Hammer : Dr. Koch
- Lloyd Kino : M. Yumio Yamashita
- Robert Ito  (VF : Roger Lumont)  : Le traducteur de M. Yamashita